# ملعب تشيونان
ملعب تشيونان هو ملعب كرة قدم متعدد الأغراض يستضيف مسابقات ألعاب القوى، يقع في تشونان، كوريا الجنوبية، يتسع لـ 32000 متفرج.

## التاريخ
افتتح الملعب في 2001.